# Kerk van Maria, Hulp der Christenen (Wiesbaden)
De rooms-katholieke Maria, Hulp der Christenenkerk (Duits: Maria-Hilf-Kirche) is een neoromaans kerkgebouw in de hoofdstad Wiesbaden van de Duitse deelstaat Hessen. De kerk is van 1893 tot 1895 naar ontwerp van Max Meckel gebouwd. Samen met de andere grote kerken in de binnenstad, vormt de kerk een voorbeeld van het in de 19e eeuw populaire historisch bouwen in Wiesbaden.

## Geschiedenis
Reeds op een gravure uit 1638 van de stad Wiesbaden is een kapel te zien, die in de omgeving van de huidige Maria-Hulpkerk stond. De benaming van de kerk bestond vermoedelijk reeds al voor de reformatie, ook werd de naam "Auf der Hilf" gebruikt bij de benoeming van een kavel tijdens de bebouwing van de stadswijk. Daarop voortbordurend werd de nieuwe kerk, die van 1893 tot 1895 werd gebouwd, aan "Maria, Hulp der Christenen" gewijd.
Om onbekende redenen besloot de architect Max Meckel uit Freiburg een neoromaanse kerk te bouwen, alhoewel hij normaal gesproken zelf een voorkeur had voor neogotiek. Na twee jaar bouwen werd de Maria-Hulpkerk op 5 oktober 1895 gewijd.
In de Tweede Wereldoorlog werd de kerk zwaar beschadigd. In de nacht van 2 op 3 februari 1945 werden een groot deel van het dak, de gewelven, de ramen en het orgel verwoest. De wederopbouw vond al snel na het einde van de oorlog plaats. In 1955 was de kerk weer grotendeels gereed. In 1964 werden er drie nieuwe klokken geïnstalleerd. Bij een omvangrijke renovatie in 1973 werden de banken in de kerk vervangen door stoelen. In 1978 werd het orgel vernieuwd.
Sinds 1 januari 2012 fuseerden alle katholieke parochies van de binnenstad van Wiesbaden tot één parochie. Sindsdien is de Maria-Hulpkerk een filiaalkerk van de Sint-Bonifatiuskerk.

## Architectuur
Het gebouw betreft een pijlerbasiliek met een transept. De westelijke gevel wordt geflankeerd door twee torens met rombische dakafsluiting. Boven de viering bevindt zich een kleine dakruiter.